# Glyphodella savyalis
Glyphodella savyalis is een vlinder uit de familie van de grasmotten (Crambidae), uit de onderfamilie van de Spilomelinae. De wetenschappelijke naam van deze soort is voor het eerst voorgesteld als Diastictis savyalis door Henry Legrand in een publicatie uit 1966.
De soort komt voor op de eilanden Cosmoledo en Aldabra van de Seychellen.